# 269

## Hlavy států
- Papež – Felix I. (269–274)
- Římská říše – Claudius II. (268–270)
- Perská říše – Šápúr I. (240/241–271/272)
- Kušánská říše – Kaniška III. (267–270)
- Arménie – Artavazd VI. (252–283)

Indie:
- Guptovská říše – Maharádža Šrí Gupta (240–280)
- Západní kšatrapové – Rudrasen II (256–278)